# Пономарёв, Владимир Валентинович
Владимир Валентинович Пономарёв (род. 27 марта 1960, Красноярск) ― композитор, педагог, доцент, член Союза композиторов России (1991), председатель Красноярского отделения Союза композиторов России. Награждён орденом святого благоверного князя Даниила Московского III степени (2008). Регент красноярского Свято-Троицкого храма.

## Биография
Родился 27 марта 1960 года в городе Красноярске. Владимир Валентинович — коренной сибиряк. Учился в музыкальной школе № 4 города Красноярска по классу фортепиано. В 1975 году поступил в Красноярское училище искусств на отделении теории музыки, которое окончил в 1979 году. Во время учёбы в училище Владимир Понамарёв написал свои первые сочинения, которые были одобрены Ф. П. Веселковым. В 1979 году поступил на теоретико-композиторский факультет Новосибирской государственной консерватории им. М. И. Глинки (класс композиции профессора А. Ф. Мурова), которую окончил в 1984 году, в 1991 году там же проходил ассистентуру-стажировку. В 1991 году Владимир Валентинович — член Союза композиторов России.
С 1984 года преподаёт в Красноярском государственном институте искусств дисциплины музыкально-теоретического цикла (полифония, сольфеджио), там же Пономарёв является доцентом кафедры теории музыки и композиции, в настоящий момент доцент этой кафедры.
Участвует в общероссийских фестивалях и конкурсах: в 1999 году В. В. Пономарёв — лауреат Губернаторской премии (Красноярск) за цикл хоров, написанный к юбилею (200-летию со дня рождения великого русского поэта) А. С. Пушкина, в 2003 году — лауреат Всероссийского конкурса композиторов — создателей духовной музыки.
Записано 12 дисков, где звучит музыка Владимира Валентиновича, которые вышли в Красноярске, Новосибирске, Екатеринбурге, а два из них — в Швейцарии и Голландии. Является автором более 150 произведений различных жанров.
Владимир Валентинович Пономарёв в конце 1990-х годов создал вокальный квартет, который более десяти лет являлся штатным коллективом Красноярской филармонии. Для квартета Пономарёв написал серию вокально-ансамблевых произведений (мадригалов), среди них — «Тетради мадригалов» № 1 и № 2, «Три мадригала на стихи А. Деменюка» (в русскоязычной и англоязычной версиях) и другие.
В 1988—1991 годах работал в храмах города Красноярска, сначала в качестве певчего, с 1994 года — регент красноярского Свято-Троицкого храма.
В 1999 году под редакцией Пономарёва вышел сборник церковных песнопений «Церковные песнопения сибирских композиторов». Путешествуя по Сибири, Пономарёв собирал и реставрировал церковно-певческие рукописи песнопений, лучшие из которых были опубликованы в этом сборнике.
В 2008 году награждён орденом святого благоверного князя Даниила Московского III степени за заслуги перед Отечеством и церковью.
Владимир Валентинович Пономарёв увлекается поэзией, в 2015—2016 годах выпустил три сборника стихов, которые были написаны в разное время. Является председателем Красноярского отделения Союза композиторов России.
Живёт и работает в городе Красноярске.

## Заслуги
- Орден святого благоверного князя Даниила Московского III степени.
- Лауреат Губернаторской премии за цикл хоров, написанный к юбилею А. С. Пушкина.
- Лауреат Всероссийского конкурса композиторов — создателей духовной музыки.
- Лауреат I Всероссийского конкурса духовной хоровой музыки.
- Грамота Министра культуры Российской Федерации (2006).

## Произведения
Для хора
- «Зимние строфы» (стихи А. С. Пушкина) ― хоровой цикл для смешанного малого состава.

- «Тетрадь мадригалов» № 1, № 2 (стихи красноярских поэтов) вокально-ансамблевые циклы для смешанного малого состава.

- «Девять хоровых эскизов» на стихи сибирских поэтов.

- «Фотоальбом» для хора на стихи сибирских поэтов.

- «Три хора» на стихи А. С. Пушкина для смешанного хора (большой состав).

- «Три хора» на стихи Б. Пастернака для смешанного хора (большой состав).

- «В посаде» ― композиция для смешанного хора (большой состав).

- «Концерт для хора и литавр» на стихи Н. Гумилева для смешанного хора (большой состав) и солиста .

- Хоровой цикл «Пять сибирских песен» для хора a capella.

- «Две енисейских свадебных» и «Две сибирские песни» для хора a capella.

- «Всенощное бдение» № 1, № 2 для смешанного хора.

- «Литургия» № 1, № 2.

- «Стихи покаянные» и другие духовные хоры.

- Хоровые циклы на стихи М. Лермонтова, С. Есенина, Н. Заболоцкого, Н. Рубцова и др.

Для оркестра
- «Русские хоры» ― концерт для струнного оркестра.

- «Альбом гравюр» ― сюита для большого симфонического оркестра.

- «Концертино» для фортепиано и камерного оркестра.

- Fusion-концерт для аккордеона и симфонического оркестра.

- «Русский концерт» для аккордеона и струнных.

- «Шотландская рапсодия» для аккордеона и симфонического оркестра.

- «Театральная сюита» для большого симфонического оркестра.

- Танцевальная сюита «Вишневый сад».

- «Интродукция и токката» для русского оркестра.

Камерные
- Струнный квартет.

- Концерт для камерного оркестра.

- «Le paradigme de l¢absurde» для гобоя и струнных.

- Фортепианное трио.

- Соната-концерт для виолончели и фортепиано.

- «Четыре пьесы» для флейты и фортепиано.

- Сонатина для флейты и фортепиано.

- «Стихира» для скрипки соло.

- Пять багателей для альта соло.

- Соната для фагота и фортепиано.

Для фортепиано
- Соната.

- «Прелюдии» ― цикл.

- «Музыкальные интервалы» ― сюита для детей и юношества.

- «Композиция» для органа.

- «Скерцо»

Вокальные
- Вокальная сюита на стихи красноярских поэтов (10 романсов) для сопрано и фортепиано.

- «Две сатиры» для баритона и фортепиано.

- «Пять отрывков из Лермонтова» для баритона фортепиано.

- «Романтическая музыка», три романса для тенора и фортепиано.

- Четыре романса на стихи Е. Баратынского для тенора и фортепиано.

- Вокальный цикл на стихи А. Ахматовой для сопрано и фортепиано.

- Пять стихотворений Ф. Г. Лорки для сопрано, гобоя и фортепиано.

- Пять стихотворений А. Деменюка для сопрано и фортепиано.

- Вокальная сцена для баритона, виолончели и фортепиано «Сокровенные слова» на слова Баха Уллы.

- Музыка к драматическому спектаклю «Поминальная молитва».